# فلاديمير بريشتا
باولو فلاديمير بريشتا (ولد في 22 مارس 1976)، والمعروف باسم فلاديمير بريشتا، هو ممثل برازيلي.

## سيرة شخصية
ولد باولو فلاديمير بريشتا في ديامانتينا بولاية ميناس جيرايس، على الرغم من أنه ولد في ميناس جيرايس، إلا انه يعتبر نفسه "بهائيًا حقيقيًا"، حيث انتقل مع عائلته إلى ولاية باهيا في سن الرابعة، بعد قضاء موسم في ألمانيا، والده أرنو بريشتا حاصل على دكتوراه في الجيولوجيا.
أحب السيناريوهات التي تم إنتاجها في المدرسة الألمانية، وعاد إلى السلفادور، باهيا، التحق بمدرسة في عاصمة باهيا في سن السادسة، حيث بدأ مع فرقة المسرح للهواة من المدرسة التجريبية هيلدا فيغيريدو.

## الحياة الشخصية
يعيش حاليًا مع زوجته، الممثلة أدريانا إستيفيز، وابنهما فيسنتي، وابنته أغنيس وفيليبي، ابن زواج أدريانا الأول، من الممثل البرازيلي ماركو ريكا.

## روابط خارجية
- فلاديمير بريشتا على موقع IMDb (الإنجليزية)
- فلاديمير بريشتا على موقع قاعدة بيانات الفيلم (الإنجليزية)

- فلاديمير بريشتا في قاعدة بيانات الأفلام على الإنترنت